# 兜帽鸢尾属
兜帽鸢尾属（学名：Xenoscapa）是鸢尾科的一个属，是种多年生草本植物和球茎植物。它仅由分布于非洲的三个物种组成，与香雪兰属密切相关。属名源自希腊词xenos，意思是“奇怪的”，和scapa，意思是“开花的茎”。

## 下属物种
下为兜帽鸢尾属的物种：
- 兜帽鸢尾 Xenoscapa fistulosa (Spreng. ex Klatt) Goldblatt & J.C.Manning - 纳米比亚至南非
- Xenoscapa grandiflora Goldblatt & J.C.Manning - 纳米比亚
- 湿生兜帽鸢尾 Xenoscapa uliginosa Goldblatt & J.C.Manning, - 南非